# Slepšek
Slepšek este o localitate din comuna Mokronog - Trebelno, Slovenia, cu o populație de 109 locuitori.